# Talange
Talange  est une commune française située dans le département de la Moselle, au nord-est de la France entre Thionville et Metz, en région Grand Est. Ses habitants sont appelés les Talangeois.

## Géographie
La ville de Talange se trouve au cœur du Sillon mosellan, entre Metz et Thionville.

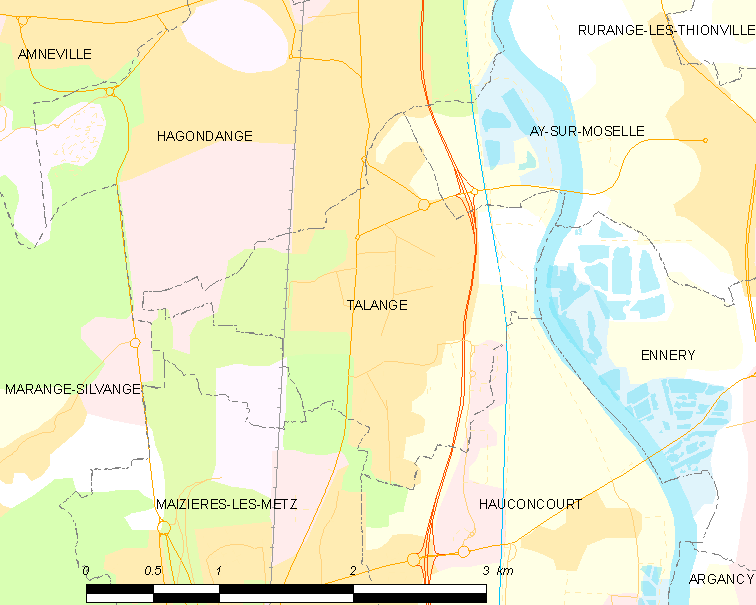
Carte de la commune.

### Communes limitrophes
| Hagondange         |         | Ay-sur-Moselle |
|                    | Talange | Ennery         |
| Maizières-lès-Metz |         | Hauconcourt    |

### Hydrographie
La commune est située dans le bassin versant du Rhin au sein du bassin Rhin-Meuse. Elle est drainée par la Moselle, la Moselle canalisée et la Barche.
La Moselle, d’une longueur totale de 560 kilomètres, dont 315 kilomètres en France, prend sa source dans le massif des Vosges au col de Bussang et se jette dans le Rhin à Coblence en Allemagne.
La Moselle canalisée, d'une longueur totale de 135,2 km, prend sa source dans la commune de Pont-Saint-Vincent et se jette  dans la Moselle à Kœnigsmacker, après avoir traversé 61 communes.
La Barche, d'une longueur totale de 10,5 km, prend sa source dans la commune de Pierrevillers et se jette  dans la Moselle à Hagondange, après avoir traversé six communes.

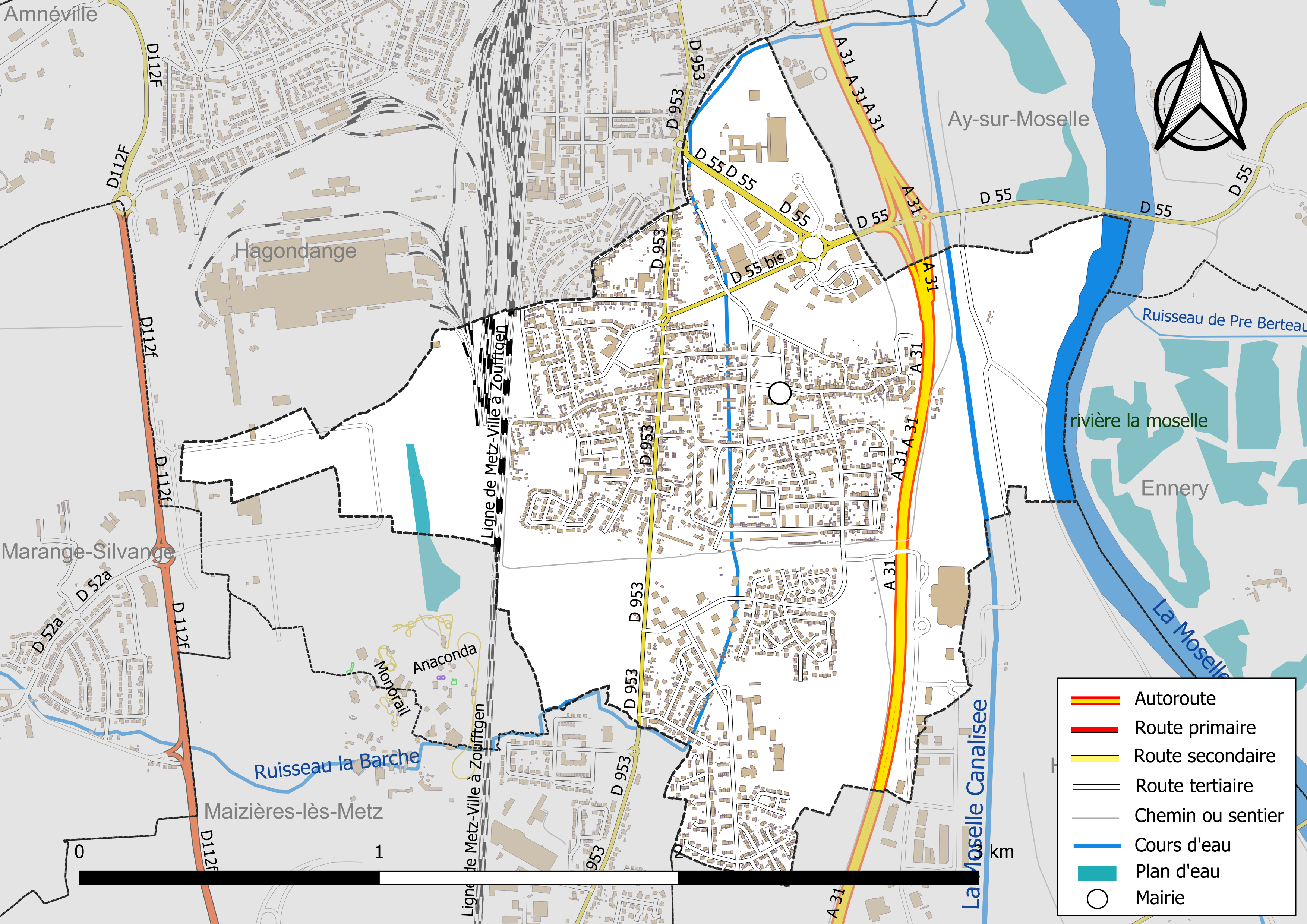
Réseaux hydrographique et routier de Talange.

La qualité de la Moselle, de la Moselle canalisée et du ruisseau la Barche peut être consultée sur un site dédié géré par les agences de l’eau et l’Agence française pour la biodiversité. Ainsi en 2019, dernière année d'évaluation disponible en 2022, l'état écologique du ruisseau la Barche était jugé mauvais (rouge).

### Climat
Pour des articles plus généraux, voir Climat du Grand Est et Climat de la Moselle.
En 2010, le climat de la commune est de type climat des marges montargnardes, selon une étude du Centre national de la recherche scientifique s'appuyant sur une série de données couvrant la période 1971-2000. En 2020, Météo-France publie une typologie des climats de la France métropolitaine dans laquelle la commune est exposée à un climat semi-continental et est dans la région climatique  Lorraine, plateau de Langres, Morvan, caractérisée par un hiver rude (1,5 °C), des vents modérés et des brouillards fréquents en automne et hiver. 
Pour la période 1971-2000, la température annuelle moyenne est de 9,7 °C, avec une amplitude thermique annuelle de 16,8 °C. Le cumul annuel moyen de précipitations est de 739 mm, avec 11,8 jours de précipitations en janvier et 9,2 jours en juillet. Pour la période 1991-2020, la température moyenne annuelle observée sur la station météorologique de Météo-France la plus proche, « Malancourt », sur la commune d'Amnéville à 4 km à vol d'oiseau, est de 10,2 °C et le cumul annuel moyen de précipitations est de 884,1 mm. 
La température maximale relevée sur cette station est de 39,3 °C, atteinte le 25 juillet 2019 ; la température minimale est de −17,9 °C, atteinte le 5 janvier 1985,,. 
| Mois                                  | jan.             | fév.             | mars           | avril           | mai             | juin            | jui.           | août           | sep.           | oct.            | nov.             | déc.             | année      |
| ------------------------------------- | ---------------- | ---------------- | -------------- | --------------- | --------------- | --------------- | -------------- | -------------- | -------------- | --------------- | ---------------- | ---------------- | ---------- |
| Température minimale moyenne (°C)     | −0,4             | −0,3             | 2,2            | 4,9             | 8,5             | 11,5            | 13,6           | 13,4           | 10,2           | 7,1             | 3,2              | 0,6              | 6,2        |
| Température moyenne (°C)              | 1,8              | 2,7              | 6,3            | 10              | 13,7            | 16,9            | 18,9           | 18,7           | 14,8           | 10,4            | 5,7              | 2,6              | 10,2       |
| Température maximale moyenne (°C)     | 4,1              | 5,8              | 10,4           | 15              | 18,8            | 22,2            | 24,3           | 24             | 19,4           | 13,8            | 8,1              | 4,6              | 14,2       |
| Record de froid (°C) date du record   | −17,9 05.01.1985 | −15,6 07.02.1991 | −14,6 01.03.05 | −6,1 12.04.1986 | −1,4 06.05.1979 | −0,1 05.06.1991 | 2,9 22.07.1980 | 2,9 24.08.1980 | 1,3 07.09.1985 | −3,4 24.10.03   | −10,8 23.11.1998 | −15,5 03.12.1973 | −17,9 1985 |
| Record de chaleur (°C) date du record | 15,2 05.01.1999  | 20,9 27.02.19    | 25,6 31.03.21  | 27,9 21.04.18   | 32,4 28.05.17   | 35,4 26.06.19   | 39,3 25.07.19  | 38,2 08.08.03  | 33,1 15.09.20  | 26,2 10.10.1979 | 21,1 02.11.20    | 15,6 17.12.15    | 39,3 2019  |
| Précipitations (mm)                   | 85,9             | 70,2             | 67,5           | 52,6            | 67,9            | 68,4            | 70,7           | 69,5           | 69,6           | 79,7            | 81,7             | 100,4            | 884,1      |

| Diagramme climatique                                  |             |             |           |             |              |              |            |              |             |            |             |
| J                                                     | F           | M           | A         | M           | J            | J            | A          | S            | O           | N          | D           |
| 4,1−0,485,9                                           | 5,8−0,370,2 | 10,42,267,5 | 154,952,6 | 18,88,567,9 | 22,211,568,4 | 24,313,670,7 | 2413,469,5 | 19,410,269,6 | 13,87,179,7 | 8,13,281,7 | 4,60,6100,4 |
| Moyennes : • Temp. maxi et mini °C • Précipitation mm |             |             |           |             |              |              |            |              |             |            |             |

Les paramètres climatiques de la commune ont été estimés pour le milieu du siècle (2041-2070) selon différents scénarios d'émission de gaz à effet de serre à partir des nouvelles projections climatiques de référence DRIAS-2020. Ils sont consultables sur un site dédié publié par Météo-France en novembre 2022.

## Urbanisme

### Typologie
Au 1er janvier 2024, Talange est catégorisée ceinture urbaine, selon la nouvelle grille communale de densité à sept niveaux définie par l'Insee en 2022.
Elle appartient à l'unité urbaine de Metz, une agglomération intra-départementale regroupant 42  communes, dont elle est une commune de la banlieue,,. Par ailleurs la commune fait partie de l'aire d'attraction de Metz, dont elle est une commune de la couronne,. Cette aire, qui regroupe 245 communes, est catégorisée dans les aires de 200 000 à moins de 700 000 habitants,.

### Occupation des sols
L'occupation des sols de la commune, telle qu'elle ressort de la base de données européenne d’occupation biophysique des sols Corine Land Cover (CLC), est marquée par l'importance des territoires artificialisés (78,1 % en 2018), en augmentation par rapport à 1990 (52 %). La répartition détaillée en 2018 est la suivante : 
zones urbanisées (59,8 %), zones industrielles ou commerciales et réseaux de communication (14,5 %), terres arables (13,2 %), prairies (6,8 %), espaces verts artificialisés, non agricoles (3,8 %), eaux continentales (1,9 %). L'évolution de l’occupation des sols de la commune et de ses infrastructures peut être observée sur les différentes représentations cartographiques du territoire : la carte de Cassini (XVIIIe siècle), la carte d'état-major (1820-1866) et les cartes ou photos aériennes de l'IGN pour la période actuelle (1950 à aujourd'hui).

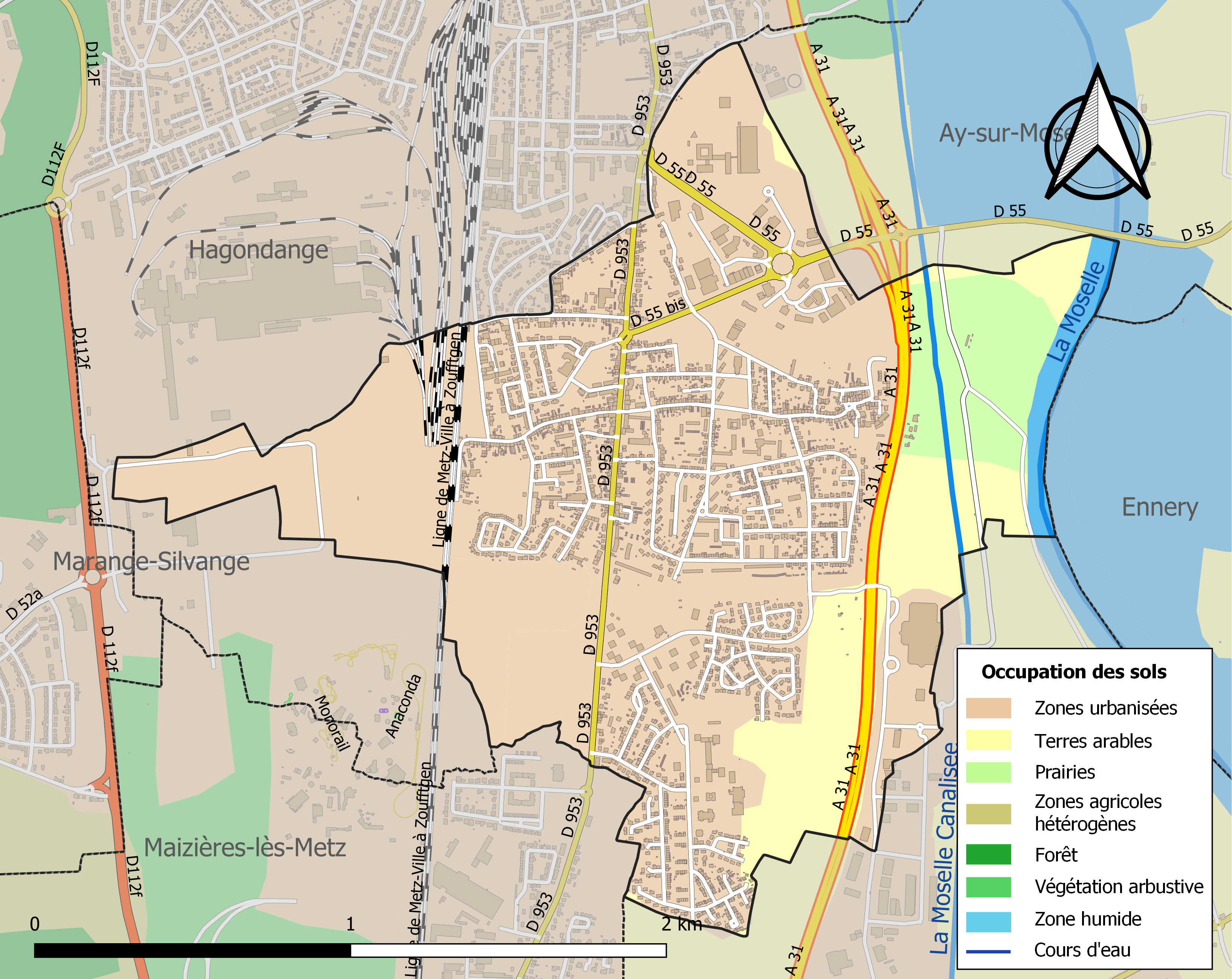
Carte des infrastructures et de l'occupation des sols de la commune en 2018 (CLC).

## Toponymie
- Tatolinga (960)[18], Tatelinga (977)[18], Tatilinga (993)[18], Thalingin (1235), Talanges (1361)[18], Tetelingen (1473)[19], Tetlingen (1495)[19], Teytingen (1531)[19], Thalenges (1553), Tallenges (1599), Talange (1793).
- En francique lorrain : Taléngen[20] et Taléng. En lorrain roman : Taulanche[20]. En allemand : Taling[21] et Talingen (1915-1918 et 1940-1944).

## Histoire
Avant la Révolution française, Talange dépendait de l’ancien duché de Luxembourg puis des Trois-Évêchés. La seigneurie était louée à des familles messines par le seigneur de Rodemack. Le château fut démoli en 1406, reconstruit, et assiégé en 1444.
Talange était autrefois le chef-lieu de la seigneurie de ce nom, qui était une seigneurie haute justicière dont ressortissait, outre Talange, le village de Montrequienne. D'autre part, les seigneurs de Bertrange étaient co-seigneurs de Talange. Il y avait aussi dans cette localité un arrière-fief de la seigneurie de Rodemack en 1681.
Ce village fut souvent dévasté dans les incursions que faisaient les Messins, les Lorrains et les Luxembourgeois, sur le territoire les uns des autres. Plusieurs conférences se tinrent à Talange, pour juger ou pour accommoder les différends qui s’élevaient entre les cités et les princes voisins.
En 1500, la frontière linguistique se situe entre Talange et Maizières-lès-Metz.
En 1817, Talange comptait 260 habitants répartis dans 50 maisons et avait un territoire productif de 345 hectares en terres et prés.
Comme les autres communes de l'actuel département de la Moselle, la commune de Talange, rebaptisée Talingen, est annexée à l’Empire allemand de 1871 à 1918. Lorsque la Première Guerre mondiale éclate, les Mosellans se battent naturellement pour l’Empire allemand. Beaucoup de jeunes gens tomberont au champ d'honneur sous l’uniforme allemand, sur le Front de l’Est, mais aussi à l’Ouest. Sujets loyaux de l'empereur, les Talangeois accueillent cependant avec joie la fin des hostilités et la paix retrouvée. Talange redevient française en 1918.
La Seconde Guerre mondiale et le drame de la seconde Annexion marqueront profondément les esprits. À partir de septembre 1944, l'armée américaine bombarde la région sans relâche. La commune ne sera libérée que le 21 novembre 1944 après un long calvaire.

## Démographie
Située dans une zone minière fortement industrialisée, Talange est devenue au XXe siècle une petite ville industrielle, alors qu’elle n’était jusqu’alors qu’un petit village d’agriculteurs. Comme les villes voisines, elle a connu un arrêt dans son développement démographique avec la crise de la sidérurgie mais depuis le milieu des années 1990, la tendance est à la stabilisation, avec la construction de lotissements, de résidences et bientôt d’un nouveau quartier dit du Lang four[réf. nécessaire].
Cette agglomération, couramment nommée Hagondange-Briey, avait plus de 130 000 habitants dans les années 1970, mais est tombée à 112 000 en 1990. Désormais, elle ne fait plus qu’une seule agglomération avec celle de Metz.

L'évolution du nombre d'habitants est connue à travers les recensements de la population effectués dans la commune depuis 1793. Pour les communes de moins de 10 000 habitants, une enquête de recensement portant sur toute la population est réalisée tous les cinq ans, les populations de référence des années intermédiaires étant quant à elles estimées par interpolation ou extrapolation. Pour la commune, le premier recensement exhaustif entrant dans le cadre du nouveau dispositif a été réalisé en 2005.

En 2022, la commune comptait 8 044 habitants, en évolution de +4,48 % par rapport à 2016 (Moselle : +0,52 %, France hors Mayotte : +2,11 %).
| 1793 | 1800 | 1806 | 1821 | 1836 | 1841 | 1861 | 1866 | 1871 |
| ---- | ---- | ---- | ---- | ---- | ---- | ---- | ---- | ---- |
| 187  | 199  | 224  | 518  | 593  | 610  | 313  | 311  | 276  |

| 1875 | 1880 | 1885 | 1890 | 1895 | 1900 | 1905 | 1910 | 1921  |
| ---- | ---- | ---- | ---- | ---- | ---- | ---- | ---- | ----- |
| 279  | 287  | 291  | 324  | 307  | 350  | 366  | 454  | 1 408 |

| 1926  | 1931  | 1936  | 1946  | 1954  | 1962  | 1968  | 1975  | 1982  |
| ----- | ----- | ----- | ----- | ----- | ----- | ----- | ----- | ----- |
| 2 038 | 3 722 | 3 305 | 3 115 | 3 569 | 5 246 | 6 985 | 8 176 | 8 325 |

| 1990  | 1999  | 2005  | 2006  | 2010  | 2015  | 2020  | 2022  | - |
| ----- | ----- | ----- | ----- | ----- | ----- | ----- | ----- | - |
| 7 755 | 7 782 | 7 673 | 7 657 | 7 515 | 7 698 | 7 832 | 8 044 | - |

## Économie
La page de la sidérurgie a été définitivement tournée. Outre l’ouverture du parc Big Bang Schtroumpf en 1989 à Maizières-lès-Metz, à proximité de la commune, la ville, au territoire limité et déjà relativement occupée, dispose de plusieurs ressources qu’elle développe. C’est le cas des zones commerciales avec la zone d’activité Nord (zone dite du Triangle avec une quinzaine de moyennes surfaces) et aussi de la zone intercommunale Hauconcourt-Talange et notamment l’implantation en 1999 du complexe commercial de magasins d’usine avec le centre commercial « Marques Avenue » (plus de 60 magasins de grandes marques à prix d’usine). Ce développement marque d’ailleurs le réel démarrage qui avait eu lieu sur le même site de 1987 à 1992 avec le centre commercial Centrusine qui avait échoué. Cet atout commercial est notamment possible grâce à la traversée de la commune par l'A31, véritable artère de la Lorraine. On notera aussi quelques PME profitant du canal sous-utilisé et l’exploitation de sablières. Également la zone d'activité du Triangle, qui accueillait autrefois Intermarché, remplacé aujourd'hui par Super U, un magasin vert, ou encore Gémo, remplacé en 2000 par la fameuse discothèque de Moselle L'univers, renommée Le Just Club depuis 2015 à la suite d'un incendie criminel survenu en 2013.

## Enseignement
La ville dispose des établissements scolaires suivants :
- 4 écoles maternelles (Irène-Curie, Eugénie-Cotton, Émile-Zola et Elsa-Triolet) ;
- 2 écoles élémentaires (Jean-Jacques-Rousseau et Jean-Burger) ;
- un collège (le collège Le Breuil, qui accueille les élèves originaires de Talange, Ay-sur-Moselle, Flévy et Trémery) ;
- un lycée polyvalent (le lycée des métiers Gustave-Eiffel).

## Culture locale et patrimoine

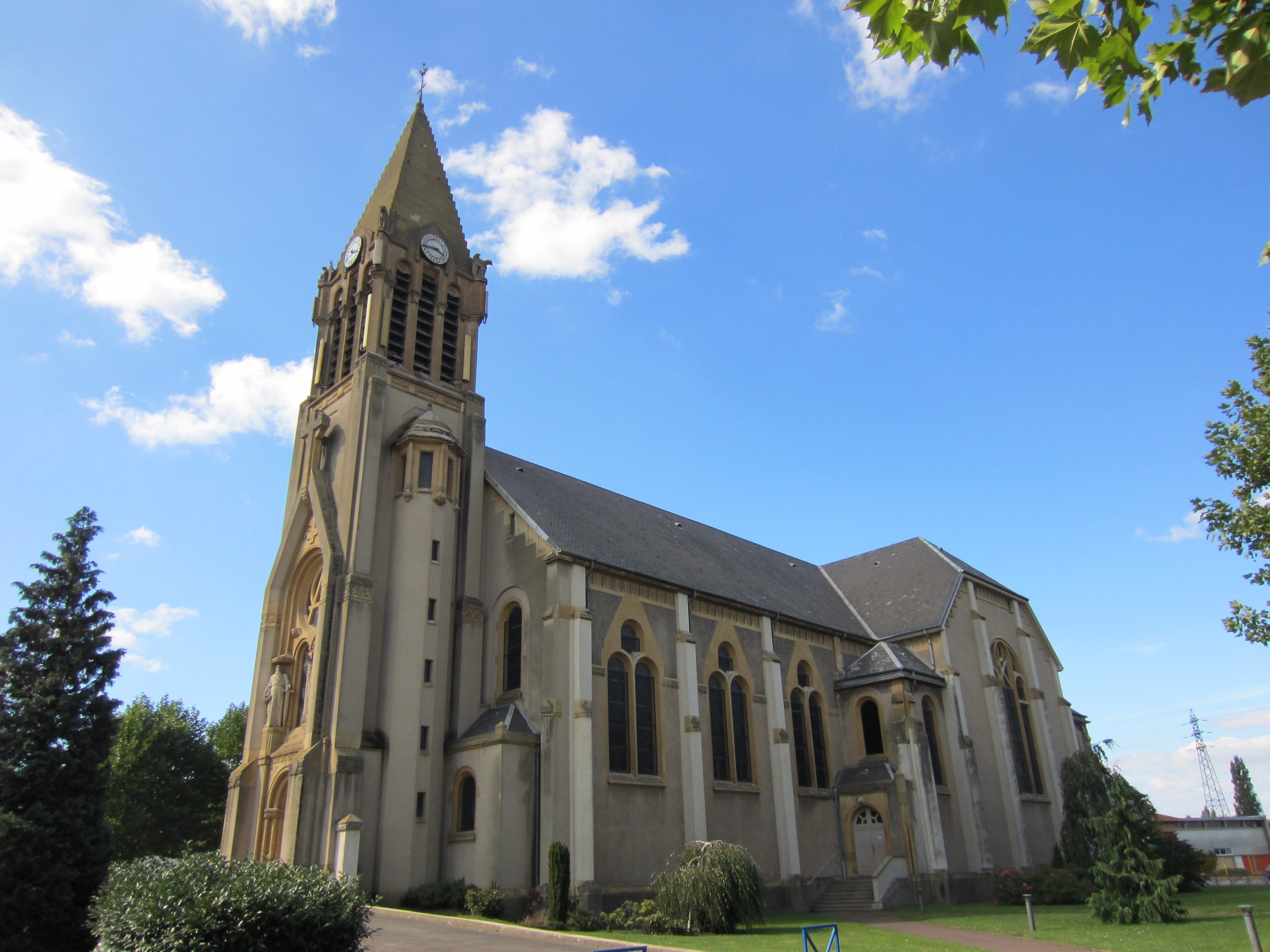
Église Jésus-Ouvrier.

### Lieux et monuments
- Passage d’une voie romaine.
- Ancien château, démoli en 1406, reconstruit, et assiégé en 1444.
- Église Notre-Dame (1768) a été remplacée en 1937 par l’église Jésus-Ouvrier.
- Théâtre Jacques Brel

### Personnalités liées à la commune
- Francis Piasecki (1951 - 2018), footballeur, né à Talange.
- Patrick Battiston (1957), footballeur, a débuté dans l'équipe de football de Talange.
- Sophie Perin (1957), Miss France 1975 et Miss Internationale 1976, a été élève au collège de Talange.

### Héraldique
| Blason de Talange | Blason  | Écartelé au 1 de gueules à deux clefs adossées d'or, accostées de deux croix de Lorraine d'argent, au 2 burelé d'argent et d'azur de dix pièces, au lion de gueules, la queue fourchue et passée en sautoir couronné, armé et lampassé d'or, au 3 fascé d'or et d'azur de huit pièces, au 4 de gueules à trois tours d'argent mises en bande. |
| Blason de Talange | Détails | |

Écartelé : au premier de gueules à deux clés d’or, aux anneaux entrelacés, ayant en panneton une croix de Saint-Pierre ; clés accostées de deux croix de Lorraine d’argent posées flanc dextre et sénestre, qui est abbaye de Saint-Pierre-aux-Nonnains, propriétaire foncier de Talange.
Coupé, en chef ; fascée d’argent et d’azur de cinq pièces, au lion hissant de gueules, armé, lampassé et couronnée d’or, qui est Luxembourg, protecteur de Talange et premier seigneur ; en pointe : d’or à la grande de gueules chargée de trois alérions d’argent qui est duc de Lorraine, seigneur suzerain de l’abbaye Saint-Pierre.
Partie dextre ; fascé d’or et d’azur de six pièces, qui est sire de Rodemack, seigneur fieffataire, pour le comte de Luxembourg ; partie sénestre : burelé d’or et d’azur de huit pièces qui est Pairage porte Muselle, et Withier, maire du Pairage, dont la fille Laurette fonda à Talange au lieudit la Folie, une chapelle en l’an 1348.
De gueules à trois tours d’argent posées en bande, qui est de Gournay de Talange.

## Pour approfondir